# Paul Ellis
Paul Ellis (10 oktober 1961) is een Amerikaans musicus, die elektronische muziek speelt. In de jaren 70 kwam zijn interesse in de elektronische muziek, maar het werd pas serieus in de jaren 80. Hij is oprichter van de voorlopers van de muziekgroep Dweller at the Threshold (DATT), die ook die soort muziek speelden. Later ging hij solo verder. Zijn muziek hangt tegen de Berlijnse School voor elektronische muziek aan. Het ontbreekt soms aan de daarvoor zo typische langlopende sequencers, Ellis denkt meer in muziek die bestaat uit lagen elektronische klanken, waarbij ritme een niet zo belangrijke rol speelt, meer richting ambient. Soms bespeelt hij akoestische instrumenten, zoals de piano, hetgeen vrij ongebruikelijk is binnen de stroming waarin hij zich begeeft. Paul Ellis werkte samen met Steve Roach (hij speelde onder andere in 2003 als gastmuzikant synthesizer op het album Life Sequence) en Steve Roach speelde zelf weer mee op Silent Conversations van Paul Ellis uit 2005. Ook produceerde Steve Roach een van Ellis' albums.

## Discografie
- Listening (cassettealbum,??)
- When I look up (cassettealbum,??)
- Secret fire (1991)
- Mysterious sketches (1999)
- Appears to vanish (2000)
- Into the liquid unknown (2001)
- The sacred ordinary (2004)
- Echo system (2004) (with Craig Padilla)
- Silent conversations (2005)
- The infinity room (2006)
- The last hiding place of beauty (2009)
- From out of the vast comes nearness (2011)
- I am here (2012)
- Moth in flames (2015)
- Interstellar Nataraja (2019) met een track met dezelfde titel van 78 minuten, Groove Unlimited
- Panoramas I en II (zomer 2021, Groove Unlimited). Muzikale vertaling van omgevingsgeluiden en -beelden van de omgeving van Silver Star Mountain, British Columbia[1]
  - Panoramas I: 1: Misty Mountain hideaway (32:00), 2: Crown Point under the milky way (30:32)
  - Panoramas II: 1: Silver Start Mountain in winter monochrome (32:02), 2: Trillium Lake and the blue reflection (33:07)

## Discografie als gastmuzikant
- Steve Roach - Life Sequence (2003)

## Niet verwarren
De artiest moet niet verward worden met singer-songwriter Ellis Paul.